# José Revueltas

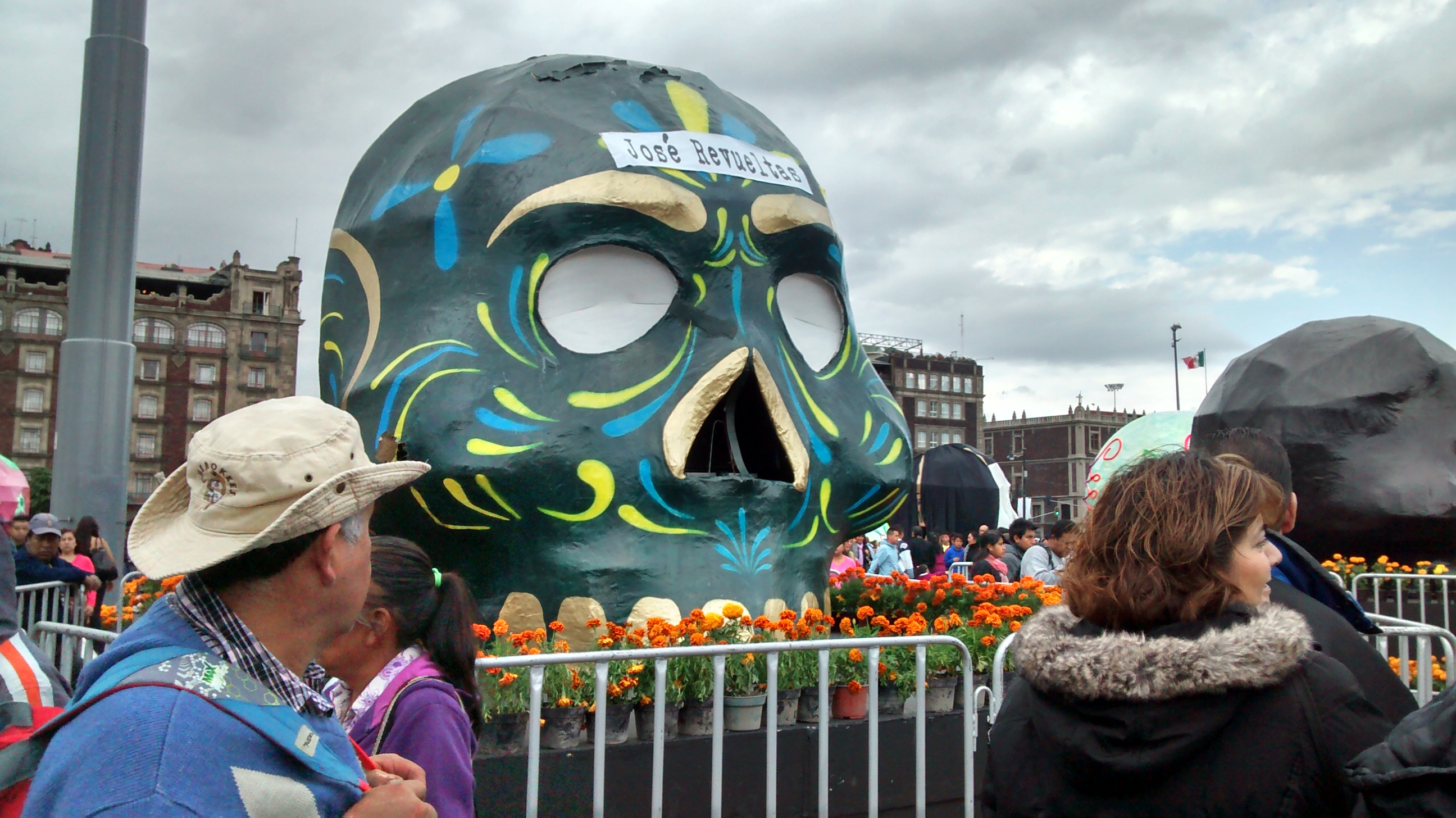
Calavera rendant hommage à José Revueltas.

José Revueltas est un écrivain, scénariste, essayiste et théoricien politique mexicain, né le 20 novembre 1914 à Canatlán, près de Santiago Papasquiaro (État de Durango) et décédé à Mexico le 14 avril 1976.

## Biographie
Écrivain influencé par les idées marxistes, José Revueltas a abordé les genres les plus divers : le conte, la nouvelle, le roman et l'essai. Au cinéma, il débute comme scénariste avec une adaptation d'une œuvre de Jack London, El mexicano (1944) réalisé par Agustín P. Delgado. Il devient, au cours des années 1940-50, le scénariste régulier des films de Roberto Gavaldón. En 1975, il réalise pour Felipe Cazals une version cinématographique de son roman, El apando, publié en 1969. José Revueltas est le frère de l'actrice Rosaura Revueltas, célèbre héroïne du Le Sel de la terre d'Herbert J. Biberman, du compositeur et chef d'orchestre Silvestre Revueltas et du peintre Fermín Revueltas.

## Romans et nouvelles
- 1941 : Los muros de agua
- 1943 : El luto humano
- 1944 : Dios en la tierra
- 1949 : Los días terrenales
- 1957 : En algún valle de lágrimas
- 1958 : Los motivos de Caín
- 1961 : Dormir en tierra
- 1964 : Los errores
- 1969 : El apando
- 1974 : Material de los sueño

## Autres œuvres littéraires
- El cuadrante de la soledad (1949), pièce de théâtre

## Filmographie (en tant que scénariste)
- 1944 : El mexicano de Agustín P. Delgado
- 1945 : Cantaclaro de Julio Bracho
- 1946 : La otra de Roberto Gavaldón
- 1946 : A la sombra del puente de R. Gavaldón
- 1947 : Que Dios me perdone de Tito Davison
- 1948 : La diosa arrodillada (La Déesse agenouillée) de R. Gavaldón
- 1948 : Medianoche de Tito Davison
- 1949 : La casa chica (La Maison de l'amour perdu) de R. Gavaldón
- 1950 : Perdida de Fernando A. Rivero
- 1950 : Rosaura Castro de R. Gavaldón
- 1950 : En la palma de tu mano (Mains criminelles) de R. Gavaldón
- 1952 : El rebozo de Soledad (Le Révolté de Santa Cruz) de Roberto Gavaldón
- 1953 : La noche avanza (La Nuit avance) de R. Gavaldón
- 1953 : La ilusión viaja en tranvía (On a volé un tram) de Luis Buñuel
- 1954 : Sombra verde de Roberto Gavaldón
- 1955 : Amor y pecado d'Alfredo B. Crevenna
- 1955 : Donde el circulo termina d'Alfredo B. Crevenna
- 1956 : La escondida de Roberto Gavaldón
- 1959 : Sonatas (fragment mexicain) de Juan Antonio Bardem
- 1961 : Con quien andan nuestros locos de Benito Alazraki
- 1976 : Zona roja d'Emilio Fernández
- 1976 : El apando (Le Mitard) de Felipe Cazals